# Cantonul Vinça
Cantonul Vinça este un canton din arondismentul Prades, departamentul Pyrénées-Orientales, regiunea Languedoc-Roussillon, Franța.

## Comune
- Baillestavy
- Boule-d'Amont
- Bouleternère
- Casefabre
- Espira-de-Conflent
- Estoher
- Finestret
- Glorianes
- Ille-sur-Têt
- Joch
- Marquixanes
- Montalba-le-Château
- Prunet-et-Belpuig
- Rigarda
- Rodès
- Saint-Michel-de-Llotes
- Valmanya
- Vinça (reședință)